# 캄보디아 요리

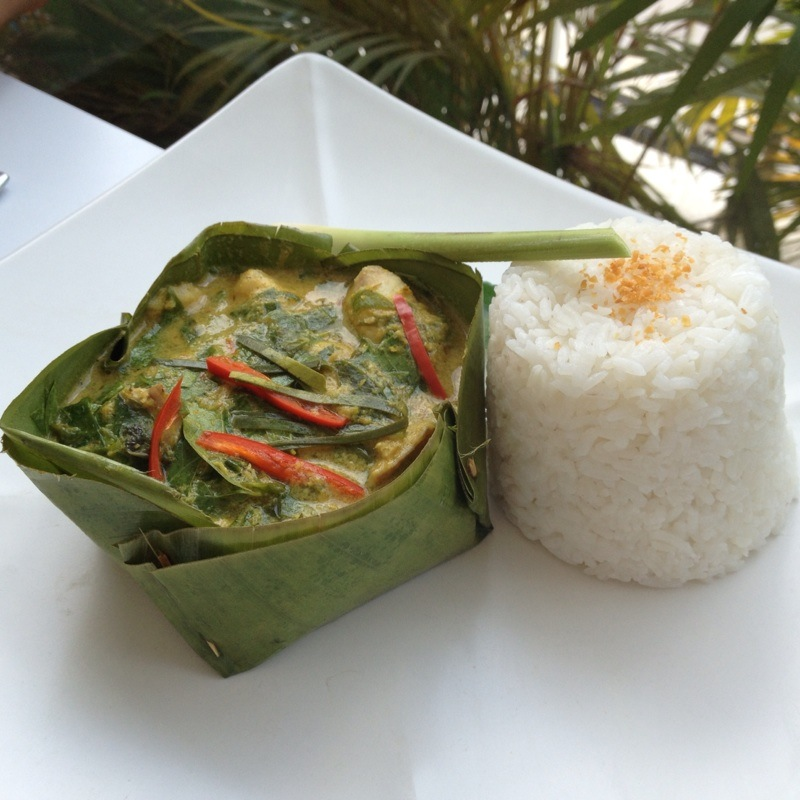
아목 뜨러이

캄보디아 요리(Cambodia 料理, 크메르어: អាហារខ្មែរ 아하 크마에)는 대륙 동남아시아에 있는 캄보디아의 요리이다. 크메르인의 전통 음식으로, 식사는 일반적으로 하나 이상의 음식으로 구성되어 있으며 허브, 잎, 절임 채소, 소스, 식용 꽃, 기타 장식 및 조미료를 충분히 사용한다.
캄보디아의 유명한 쌀국수 꾸이띠어우 또는 죽, 많은 디저트와 같이 쌀은 향신료와 시금치가 함유된 튀김 떡과 같은 분식의 형태로 사용된다. 일반 흰 쌀은 거의 대부분 가족 식사로 제공되며 일반적으로 구운 민물생선, 삼로(국), 제철 허브, 샐러드 잎 및 채소가 제공된다.

## 같이 보기
- 동남아시아 요리